# Принцеса-лебідь 3
Принцеса-лебідь 3 — мультфільм 1998 року.

## Сюжет
Жителі королівства з нетерпінням чекають щорічного свята, на якому кожен може спробувати щастя у різних конкурсах, змаганнях і виграти перший приз. Принц Дерек і принцеса Одет закінчують останні приготування до грандіозної урочистості. Але серед гостей не всі налаштовані веселитися. Підступна Зельда приїхала на свято, щоб заволодіти таємною формулою забороненого чаклунства, захованою в надрах Замку. Для цього вона викрадає Одет, і принц Дерек зі своїми давніми друзями знову вирушає у небезпечну і захопливу подорож.

## Українське закадрове озвучення
Українською мовою фільм озвучено телекомпанією «Новий канал» у 2011 році. Ролі озвучували: Роман Чупіс та Катерина Буцька.